# Herzog Blaubarts Burg (1963)
Herzog Blaubarts Burg ist eine deutsch-österreichische Verfilmung von Bela Bartoks gleichnamiger, 1918 uraufgeführter Oper. Unter der Regie des britischen Starregisseurs Michael Powell spielte der US-amerikanische Opernsänger Norman Foster den Blaubart. An seiner Seite ist die Ana Raquel Satre zu sehen.

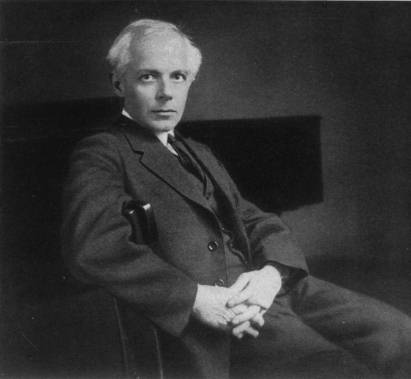
Lieferte die Vorlage: Béla Bartók

## Handlung
In dem Zwei-Personen-Stück geht es um die Legende von Blaubart, einem Herzog, der alle Frauen, die er zu sich holt, auf kurz oder lang umbringt. Judith ist dem Herzog in seine finstere, moderige Burg gefolgt und trotz seines schrecklichen Rufs fest entschlossen, bei ihm zu bleiben. Für ihn hat sie ihre Eltern, ihren Bruder und ihren Verlobten verlassen. Sie unterwirft sich dem Schlossherrn ohne Wenn und Aber. Blaubart lässt sich nur zu gern auf die Fremde ein und überlässt ihr die Schlüssel zu verborgenen Kammern.
Hinter der ersten Tür entdeckt Judith zu ihrem Entsetzen Blaubarts Folterkammer mit blutigen Wänden und Folterinstrumenten. Hinter einer weiteren Tür verbirgt sich Blaubarts Waffenkammer mit blutverschmiertem Mordwerkzeug. Geschockt von den ersten beiden Kammern öffnet sie mit dem dritten Schlüssel eine Tür, die zu einer Schatzkammer, gefüllt mit voller Gold und Edelsteinen führt. Blaubart erlaubt Judith, sich hier frei zu bedienen. Sie wählt Juwelen, eine Krone und einen prächtigen Mantel. Doch auch hier nimmt sie Blutflecken wahr. Unruhig öffnet sie die vierte Tür, hinter der sich der „verborgene Garten“ der Burg mit riesigen Blumen verbirgt. Doch auch hier trügt der erste Blick: Die Rosenstämme und die Erde sind erneut blutig. Hinter der fünften Tür entdeckt Judith das weite herzogliche Land des Herzogs mit Wäldern, Flüssen und Bergen. Eine Wolke, die blutige Schatten wirft, irritiert sie jedoch sehr.
Das Innere der Burg selbst ist jetzt hell erleuchtet. Blaubart warnt Judith davor, die letzten beiden Türen durchschreiten zu wollen, aber sie besteht darauf, auch diese zu öffnen. Ein stiller Tränensee erscheint hinter der sechsten Tür. Als Blaubart zumindest die letzte Tür verschlossen halten will, schmiegt sich Judith flehend an ihn. Blaubart umarmt sie und küsst sie. In finsterer Vorahnung befragt Judith ihn nach seinen früheren Liebschaften. Sie beharrt darauf, nun auch die siebte Tür zu öffnen und erhält schließlich den Schlüssel. Als sie langsam zur Tür geht und sie öffnet, fallen die fünfte und sechste Tür zu. Es wird wieder dunkler. Durch die siebte Tür strömt silbernes Mondlicht herein, das ihre Gesichter beleuchtet. Heraus treten die drei früheren Frauen Blaubarts, mit Kronen und Juwelen geschmückt, als Verkörperungen der Tageszeiten Morgen, Mittag und Abend. Blaubart legt Judith die Krone, den Schmuck und den Mantel aus der Schatzkammer um. Sie muss als Nacht an die Seite ihrer Vorgängerinnen treten und ihnen hinter die siebte Tür folgen. Blaubart bleibt in der wieder dunkel gewordenen Burg zurück.

## Produktionsnotizen
Herzog Blaubarts Burg entstand 1963 in den Dürer-Filmstudios von Salzburg und wurde in der ARD am Sonntag, dem 15. Dezember 1963 ausgestrahlt. In Powells britischer Heimat konnte man diese Verfilmung erst am 9. November 1978 unter dem Titel Bluebeard’s Castle erstmals sehen.
Die umfangreichen und sehr expressiven Filmbauten entwarf Hein Heckroth, ausgeführt von seiner langjährigen rechten Hand Gerd Krauss. Helga Pinnow, die hier ihr Debüt gab, entwarf die Kostüme. Walter Tjaden wirkte als Produktionsleiter. Milán Horváth war Dirigent.

## Wissenswertes
Produzent und Hauptdarsteller Norman T. Foster war ein US-amerikanischer Opernsänger, Stimmlage Bass-Bariton, der häufig in Deutschland wirkte. Seine beiden wichtigsten Filmauftritte absolvierte er kurz hintereinander. Nach Herzog Blaubarts Burg drehte er im darauf folgenden Jahr eine Filmversion Otto Nicolais Oper Die lustigen Weiber von Windsor unter demselben Titel.
Seit dem Skandal, den Regisseur Powell 1960 mit der Premiere seines später als Meisterwerk erkannten Thriller-Psychogramms Augen der Angst in seiner britischen Heimat auslöste, stand Powell in Großbritannien de facto auf einer „schwarzen Liste“ und bekam keinerlei Regieaufträge mehr. Der in Deutschland und Österreich aktive US-amerikanische Opernsänger Foster bot ihm, im Zusammenspiel mit dem ARD-Sender Süddeutscher Rundfunk (SDR), in seiner Funktion als Mitproduzent drei Jahre später die Regie zu dieser Bartók-Umsetzung an.

## Rezeption
„Unterstützt von dem genialen Hein Heckroth, dessen Experimente mit dem Werk einiger der größten Theaterregisseure – Peter Brook, Strehler, Chéreau – gleichgestellt sind, schafft Powell auf einem einzigen Set ein gewundenes, unberechenbares Labyrinth – ein mentales Labyrinth. Du fühlst dich, als ob du in die Emotionen der Charaktere eintauchst, so wie du David Niven in in A Matter of Life and Death durchdrungen hast. Dieses Labyrinth stimmt perfekt mit Bartoks Musik überein. "Das Auge hört zu", wie Paul Claudel prächtig formulierte. Dies wurde von Powell perfekt verstanden und gemeistert. (...) Es ist eine Melancholie, die man in vielen Filmen von Powell und Pressburger findet, von The Small Back Room über Hoffman über Red Shoes bis Blimp bis Peeping Tom. Es geht von der Landschaft oder von den Charakteren und deren Beziehung zur Einrichtung aus. Der beeindruckende Norman Foster drückt es wunderbar in seiner schauspielerischen sowie in seiner musikalischen Phrasierung aus; in der Art und Weise, wie er seine Stimme zurückhält.“